# Маточное стадо
Маточное стадо, или рыбы-производители, представляют собой группу половозрелых особей, используемых в аквакультуре для целей искусственного разведения. Маточным стадом может быть популяция животных, содержащихся в неволе в качестве источника для пополнения, или повышения численности икры и мальков. Как правило, они содержатся в прудах или резервуарах, в которых экологические условия, такие как фотопериод, температура и рН, находятся под контролем. Такие популяции часто содержатся в условиях, обеспечивающих максимальный выход мальков. Маточные стада могут быть получены из диких популяций, когда они отлавливаются и содержатся в резервуарах для полного созревания до отбора у них икры, для товарного выращивания или для выпуска мальков в море с целью пополнения естественных популяций. Этот метод, однако, может быть подвергнут условиям окружающей среды и может быть ненадёжным в сезонном или годовом аспектах. Управление маточным стадом может улучшить качество и количество икры за счёт увеличения гонад и плодовитости.